# Amedeo Bassi
Amedeo Bassi   (Montespertoli, 26 de juliol de 1872 - Florència, 15 de gener de 1949) va ser un tenor italià.

## Biografia
Nascut a la Toscana, Bassi va estudiar cant amb el marquès Pavesi-Negri, i va debutar oficialment el 1897, amb l'òpera Ruy Blas de Filippo Marchetti. Gràcies a l'aclamació immediata que va rebre, va iniciar una intensa carrera a Itàlia, on va actuar als principals teatres d'òpera de l'època com La Scala de Milà i el Teatre de San Carlo de Nàpols, i a l'estranger, on va actuar diverses vegades a la Royal Opera House, al Metropolitan Opera House, al Chicago Opera House, així com a Amèrica Llatina, París, Viena, Espanya. Es va retirar dels escenaris a la segona meitat de la dècada de 1920, i va passar la resta de la seva vida com a professor de cant, tenint entre els seus alumnes a Ferruccio Tagliavini. A la seva ciutat natal, van anomenar un museu i un festival de música amb el seu nom.